# サルマーン・アル＝ファラジュ
サルマーン・アル＝ファラジュ（アラビア語: سلمان الفرج、Salman Al farajまたはSalman Alfaraj, Salman Al-Faraj、1989年8月1日 -）は、サウジアラビア・マディーナ州マディーナ出身のサッカー選手。サウジアラビア代表。ポジションはミッドフィールダー、フォワード。
日本語ではサルマン・アル・ファラジ、サルマン・アルファラジと表記されることもある。

## 経歴

### クラブ
アル・ヒラルに所属。AFCチャンピオンズリーグでは2013、2014で得点を記録している。

### 代表
AFC U-19選手権2008出場。
ロンドン五輪予選出場。2次予選の対ベトナム戦でゴールを決めている。
フル代表初出場は、2012年の親善試合・対コンゴ共和国戦。ガルフカップ2013及び同2014、AFCアジアカップ2015出場。2015年9月3日の2018 FIFAワールドカップ予選の東ティモール戦で代表初得点を挙げた。

## 代表歴

### 出場大会
- サウジアラビア代表
  - 2018 FIFAワールドカップ
  - 2022 FIFAワールドカップ

### 試合数
- 国際Aマッチ 75試合 9得点（2011年-）[4]

| サウジアラビア代表 | 国際Aマッチ | 国際Aマッチ |
| 年                 | 出場        | 得点        |
| ------------------ | ----------- | ----------- |
| 2011               | 2           | 0           |
| 2012               | 2           | 0           |
| 2013               | 3           | 0           |
| 2014               | 7           | 0           |
| 2015               | 10          | 1           |
| 2016               | 8           | 0           |
| 2017               | 8           | 1           |
| 2018               | 11          | 2           |
| 2019               | 7           | 2           |
| 2020               | 0           | 0           |
| 2021               | 9           | 2           |
| 2022               | 6           | 0           |
| 2023               | 2           | 1           |
| 通算               | 75          | 9           |